# رنه لویجان
رنه لویجان (انگلیسی: René Lewejohann؛ زادهٔ ۱۳ فوریهٔ ۱۹۸۴) بازیکن فوتبال اهل آلمان است.
از باشگاه‌هایی که در آن بازی کرده‌است می‌توان به باشگاه فوتبال روت وایس اهلن، اشپورت فقاند زیگن، و باشگاه فوتبال آلمانیا آخن اشاره کرد.